# Akademie gemeinnütziger Wissenschaften zu Erfurt
Die Akademie gemeinnütziger Wissenschaften zu Erfurt ist eine seit 1754 bestehende wissenschaftliche Einrichtung in Erfurt.

## Geschichte

### Gründung und erste Blütezeit

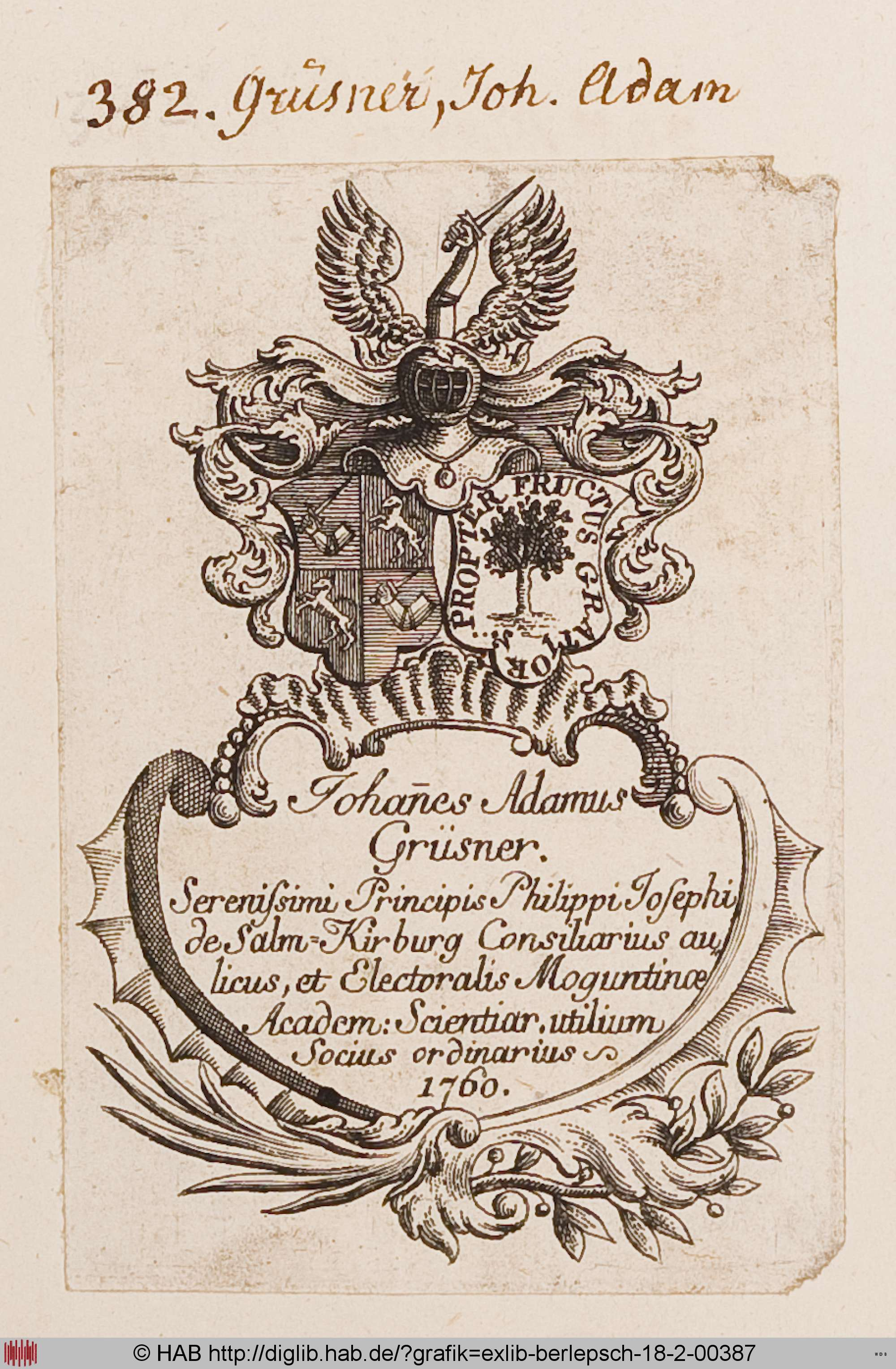
Exlibris des Hofrats Johann Adam Grüsner mit Wappen und Wahlspruch der Akademie, 1760

Schon unter dem Schüler von Leibniz und kurmainzischen Statthalter Erfurts (1702 bis 1717), dem Reichsgrafen Philipp Wilhelm von Boineburg, sollte in Erfurt eine Akademie der Wissenschaften nach Pariser Vorbild ins Leben gerufen werden. Dies konnte jedoch zu Boineburgs Lebzeiten nicht mehr verwirklicht werden.
Dem Erfurter Universitätsprofessor Andreas Elias Büchner gelang es von 1736 bis 1745, den Sitz der 1652 in Schweinfurt gegründeten, heute in Halle ansässigen Deutschen Akademie der Wissenschaften nach Erfurt zu holen. Ihre Bibliothek und ihre Sammlungen verblieben noch bis 1805 in Erfurt.
Erst der 19. Juli 1754, als der kurfürstliche Landesherr, der Mainzer Erzbischof Johann Friedrich von Ostein (1743–1763), den Stiftungsbrief für die Churfürstlich-Mayntzische Gesellschaft oder Academie nützlicher Wissenschaften zu Erfurt aushändigte, ist die Geburtsstunde der heutigen Akademie gemeinnütziger Wissenschaften zu Erfurt. Ihr erster Spezialprotektor wurde der Mainzer Domdekan Johann Franz Jakob Anton von Hoheneck (1686–1758), der sich im Auftrag des Landesherren um den Aufbau kümmerte.
Somit ist die Akademie gemeinnütziger Wissenschaften zu Erfurt die drittälteste ihrer Art in Deutschland nach der 1700 gegründeten Kurfürstlich-Brandenburgischen Societät der Wissenschaften zu Berlin und der 1751 gegründeten Göttinger Akademie.
Erster Sekretär der neu gegründeten Akademie war der Erfurter Universitätsprofessor Johann Wilhelm Baumer. Nachdem Baumer im Jahr 1765 Erfurt verlassen hatte, ebbte die wissenschaftliche Tätigkeit ab. Erst auf Initiative des aufgeklärten kurmainzischen Statthalters in Erfurt, des Freiherrn Karl Theodor von Dalberg, erlebte die Akademie mit dessen Ernennung zum Spezialprotektor im Jahre 1775 eine zweite Blütezeit.

### Nach 1918
Mit der Weimarer Republik 1919 war eine grundlegende Neuorientierung fällig. Die bisherige regionale Bezogenheit wurde durch die Gründung einer Abteilung zur Erforschung der Erfurter Heimat (1926) sowie einer weiteren Abteilung für Wirtschaft und Verwaltung Mitteldeutschlands mit beigeordneter Wirtschaftswissenschaftlicher Gesellschaft (1929) intensiviert. Daneben gelang es einer speziellen Abteilung für Erziehungswissenschaft und Jugendkunde (1926) erstmals wieder ein Eigenprofil zu gewinnen. Gleichzeitig verstärkte und differenzierte die Akademie ihre Publikationstätigkeit und ihre auf Breitenwirkung angelegte Öffentlichkeitsarbeit. Hinzu kamen ihre kommunalpolitischen Aktivitäten, die 1919 mit zur Gründung der Erfurter Volkshochschule und 1929 zur Errichtung einer Pädagogischen Akademie in Erfurt führten.
Aber die Machtübernahme des Nationalsozialismus im Jahre 1933 bereitete dem ein Ende. Mit der sozialistischen Neuordnung im mitteldeutschen Raum musste die Akademie der Wissenschaften in Erfurt schließlich ihre Arbeit 1947/49 einstellen und in eine längere Ruhephase eintreten, in der nur die nun in Westdeutschland/BRD lebenden Senatsmitglieder gelegentlich Aktivitäten verzeichnen konnten. Bald arbeitete aber auch in Erfurt selbst wieder ein kleiner Kreis zur Geschichte der Akademie.
Auf Bitte der noch lebenden Akademie-Mitglieder und mit Initiative einiger Angehöriger der 1954 errichteten Medizinischen Akademie Erfurt sowie der Forschungsinstitute Jena-Beutenberg und der Universität Jena kamen am 9. Februar 1990 Wissenschaftler aus Erfurt und Jena zusammen, um die Wiederaufnahme der »Akademie gemeinnütziger Wissenschaften zu Erfurt« zu beschließen. Mit der Wiedereröffnung der Akademie konnten auch die Mathematisch-naturwissenschaftliche Klasse (MNK) und die Geisteswissenschaftliche Klasse (GK), zu deren ersten Mitgliedern der Wissenschafts- und Medizinhistoriker Jürgen Kiefer als Sekretar (ab 2000 Generalsekretar) gehörte, ihre Arbeit fortführen. Gleichberechtigt bilden sie die Gesamtakademie, die je einen Vizepräsidenten stellen. Am 26. September 1990 trafen sich die Mitglieder der MNK und am 31. Oktober 1990 die der GK in dem mit der Geschichte der Akademie so eng verbundenen „Dacherödenschen Haus“ in Erfurt zu ihren ersten Sitzungen und begründeten damit die seit 1991 wieder regelmäßig öffentlich stattfindenden Klassensitzungen der Akademie. Anders als früher und im Gegensatz zu den seit 1819 üblichen Adjunktenkreisen (das preußische Erfurt sowie die beiden wettinischen Residenzstädte Gotha und Weimar) erwählt die Erfurter Sozietät nun ihre Ordentlichen Mitglieder aus ganz Thüringen und ihre Auswärtigen Mitglieder aus den anderen deutschen Bundesländern und dem Ausland. Darüber hinaus hat die Sozietät die Gelehrten und Altmitglieder Günther Franz, Stuttgart; Paul Hartig, Berlin; Albert Reble, Würzburg, und Ehrensenator Hans Tümmler, Essen, für ihre besonderen Verdienste um die Erfurter Akademie gemeinnütziger Wissenschaften zu den ersten Ehrenmitgliedern ernannt.
Seit 2004 verleiht die Akademie den Paul-J.-Scheuer-Preis für Marine Molekulare und Chemische Biotechnologie, benannt nach dem Chemiker Paul J. Scheuer (1915–2003).
Am 12. Dezember 2018 starb der Generalsekretar Jürgen Kiefer, der seit 1994 das Institut für Geschichte der Medizin an der Friedrich-Schiller-Universität Jena geleitet hat.

### Namen der Akademie
- 1754: Churfürstlich Mayntzische Academie nützlicher Wissenschaften (auch Academia Electoralis Moguntina Scientiarum genannt)
- 1802 bis 1806: Academie nützlicher Wissenschaften (auch Akademie der Wissenschaften bzw. Académie des sciences genannt)
- 1814: Königlich Preußische Academie nützlicher Wissenschaften zu Erfurt
- 1819: Königliche Akademie gemeinnütziger Wissenschaften zu Erfurt
- 1918: Akademie gemeinnütziger Wissenschaften zu Erfurt

### Präsidenten der Akademie
(mit ihrer Amtszeit)
1. 1754–1763 Johann Daniel Christoph von Lincker und Lützenwick (1708–1771), Kammerdirektor
2. 1763–1783 Hieronymus Friedrich Schorch (1692–1783), Jurist
3. um 1785/1792–1809 Karl Friedrich von Dacheröden (1732–1809), Kammerpräsident
4. 1816–1817 Christoph von Keller (1757–1827), Regierungspräsident, preußischer Staatsminister
5. 1829–1848 Karl Albert von Kamptz (1769–1849), preußischer Staatsminister
6. 1850–1873 Adalbert von Preußen (1811–1873), preußischer Marineoffizier
7. 1874–1902 Georg Prinz von Preußen (1826–1902), preußischer General und Schriftsteller
8. 1903–1906 Albrecht Prinz von Preußen (1837–1906), Regent des Herzogtums Braunschweig
9. 1907–1908 Friedrich Heinrich Prinz von Preußen (1874–1940), preußischer Offizier
10. 1909–1925 Friedrich Wilhelm Prinz von Preußen (1880–1925), preußischer Prinz
11. 1930–1949 Johannes Biereye (1860–1949), Gymnasialprofessor
12. 1991–2010 Werner Köhler (1929–2021), Universitätsprofessor, Mediziner, anschließend Ehrenpräsident[4]
13. seit 2010 Klaus Manger (* 1944), Universitätsprofessor für Germanistische Literaturwissenschaft

## Tätigkeit der Akademie

### Geisteswissenschaftliche Klasse
Kommission für Hochschul- und Wissenschaftsgeschichte
Die Kommission betreut folgende Projekte:
- Projektkommission Geschichte der Akademie gemeinnütziger Wissenschaften zu Erfurt
- Projektkommission Thüringer Hochschul- und Wissenschaftsgeschichte
- Projektkommission Thüringen-Biographie (ruht)
- Projektkommission Europäische Wissenschaftsbeziehungen

Kommission Hospitalkultur
Sie betreut das Projekt Geschichte der thüringischen Hospitäler von den Anfängen bis zum Ende des Alten Reiches.
Kommission für Mediaevistik
Sie betreibt mediävistische Forschung, insbesondere zu Meister Eckhart und zur Erfurter Amploniana.
Kommission für Altertumswissenschaften
Die Kommission betreut folgende Projekte:
- Projektkommission Geschichte der Archäologie im 18. Jahrhundert
- Projektkommission Deutsch-griechische Kooperation in Denkmalpflege, Topographie und Bauforschung
- Projektkommission Mensch und Raum in der Antike. Texte und Befunde
- Projektkommission Geschichte der Altertumswissenschaften in der DDR

Kommission Humanismus-Studien
Kommission Dalberg-Edition
Kommission zur Edition des gesamten gedruckten und ungedruckten Nachlasses von Karl Theodor von Dalberg (1744–1817)

### Mathematisch-Naturwissenschaftliche Klasse
Kommission für spezielle Umweltfragen
Die Kommission betreut folgende Projekte:
- Projektkommission „Symposium Mensch-Umwelt“
- Projektkommission „Vergiftungsproblematik in der Region Thüringen vom 17. Jahrhundert bis zur Gegenwart“
- Projektkommission „Huminstoffe“
- Projektkommission „Bewertung von Umweltchemikalien, Biomaterialien und Werkstoffen in Bezug auf ihre potentielle Haut- und Schleimhautverträglichkeit“

Kommission Molekulare Evolution

## Bedeutende Mitglieder
Siehe auch Kategorie:Mitglied der Akademie gemeinnütziger Wissenschaften zu Erfurt.
- Gustav Aubin (1881–1938)
- Friedrich Albrecht Augusti (1691–1782)
- Jan Assmann (1938–2024)
- Jöns Jakob Berzelius (1779–1848)
- Otto von Bismarck (1815–1898)
- Gebhard Leberecht von Blücher (1742–1819)
- Wilhelm Heinrich Sebastian Bucholz (1734–1798)
- Pierre Joseph Buc’hoz (1731–1807)
- Ernst Florens Friedrich Chladni (1756–1827)
- Wilhelm Dörpfeld (1853–1940)
- Johann Georg Eck (1745–1808)
- Hans Ellenberg (1877–1949)
- Rudolf Eucken (1846–1926)
- Paul Johann Anselm von Feuerbach (1775–1833)
- Joseph Louis Gay-Lussac (1778–1850)
- August Wilhelm Antonius Neithart von Gneisenau (1760–1831)
- Johann Wolfgang von Goethe (1749–1832)
- Johann Christian Gotthard (um 1760–1813)
- Johann Christoph Gottsched (1700–1766)
- Jacob Grimm (1785–1863)
- Philipp Matthäus Hahn (1739–1790)
- Karl August von Hardenberg (1750–1822)
- Sir Friedrich Wilhelm Herschel (1738–1822)
- Heinrich Heß (1844–1927)
- Christian Gottlob Heyne (1729–1812)
- Christoph Wilhelm Hufeland (1762–1836)
- Walter Hoffmann (1891–1972)
- Alexander von Humboldt (1769–1859)
- Wilhelm von Humboldt (1767–1835)
- Werner Jaeger (1888–1961)
- Jürgen Kiefer (1954–2018)[5]
- Friedrich Leopold von Kircheisen (1749–1825)
- Christian Heinrich Gottlieb Köchy (1769–1828)
- Julius Köstlin (1826–1902)
- David Ferdinand Koreff (1783–1851)
- Herbert Kroemer (1928–2024)
- Kaspar Friedrich Lossius (1753–1817)
- Johann Friedrich Mieg (1744–1819)
- Johann Peter Joseph Monheim (1786–1855)
- Placidus Muth (1753–1821)
- Heinrich Wilhelm Olbers (1758–1840)
- Lambert Adolphe Jacques Quételet (1796–1874)
- Carl Christian Rafn (1795–1864)
- Carl Robert (1850–1922)
- Johann Richard von Roth (1749–1813)
- Christian Gotthilf Salzmann (1744–1811)
- Friedrich Schiller (1759–1805)
- Christian Schreiber (1781–1857)
- Heinrich Friedrich Karl Freiherr vom Stein (1757–1831)
- Louis Jacques Thénard (1777–1857)
- Georg Freiherr von Vega (1754–1802)
- Arthur Wellesley, 1. Herzog von Wellington (1769–1852)
- Christoph Martin Wieland (1733–1813)
- Ulrich von Wilamowitz-Moellendorff (1848–1931)
- Stephan Alexander Würdtwein (1719–1796)
- Hans Wiedemann (1888–1959)